# کریم بلقاسم
کریم بلقاسم (انگلیسی: Krim Belkacem; زاده ۱۴ سپتامبر ۱۹۲۲ – درگذشته ۱۸ اکتبر ۱۹۷۰) سیاست‌مدار و دیپلمات اهل الجزایر بود.

## زندگی‌نامه
کریم در روستای آیت یحیی موسی در منطقهٔ بلندی کبریلی الجزایر (استان تیزی وزو کنونی) متولد شده‌است، در جنگ جهانی دوم، او به ارتش فرانسه پیوست، او در اولین هنگ تیراندازان ماهر الجزایری به درجه سرجوخه ارتقا پیدا کرد.
او در ۴ اکتبر ۱۹۴۵ به روستای خودش بازگشت، جایی که او یک پست بوروکراتیک گرفت، کریم در آغاز سال ۱۹۴۶ به حزب مردم الجزایر پیوست و خانه‌های مخفی در ۱۲ روستا در اطراف درا المیزان را تشکیل داد. در طول جنگ استقلال الجزایر، کریم فرمانده جبهه آزادی بخش ملی الجزایر در سومین ناحیه و بلندی کبریلی و مناطق اطراف بود.
پس از نقش مهمی در کنگره سموم که در آن جبهه آزادیبخش ملی الجزایر برنامه انقلابی خود را رسمیت داد، کریم از رهبران جبهه آزادیبخش ملی الجزایر شد.
کریم بلقاسم پس از نبرد الجزایر، الجزایر را ترک کرد و اتحادی را با لختار بن توبال و عبدالحفیص بوسف علیه عبدالرمران تشکیل داد. او اولین وزیر دفاع، سپس وزیر امور خارجه، در دولت موقت جمهوری الجزایر (GPRA) در سال ۱۹۵۸ بود و بعدها مذاکره کننده اصلی الجزایری در توافقنامه یونان در مارس ۱۹۶۲ بود.